# A Flock of Seagulls
A Flock of Seagulls is een Britse new wave-band die in de vroege jaren 80 internationaal doorbrak. De bekendste platen van de band waren Wishing (If I Had a Photograph of You) uit 1982, I Ran (So Far Away) eveneens uit 1982 en The More You Live, the More You Love uit 1984.
A Flock of Seagulls ("een zwerm zeemeeuwen") werd in 1979 in Liverpool opgericht door de gebroeders Mike en Ali Score, aangevuld met Frank Maudsley. De bandnaam is afkomstig uit het nummer Toiler on the Sea van The Stranglers uit 1978, waarin deze aanduiding voorkomt. Zanger Mike Score vond het beeld poëtisch en passend bij de sfeer die men wilde oproepen. De band was een opvolger van Tontrix, een groepje dat onbekend is gebleven. Enkele maanden na de naamswijziging voegde Paul Reynolds zich bij A Flock of Seagulls. Mike Score zong en bespeelde de synthesizer (soms ook de gitaar), zijn broer Ali drumde, Frank speelde basgitaar en Paul was de hoofdgitarist.
In 1981 brachten ze op het onafhankelijke label Cocteau Records een eerste single uit, It's not me talking. Hoewel dit werk later een new wave-icoon werd, is de single indertijd grotendeels onopgemerkt voorbijgegaan. Het nummer Telecommunication op de daaropvolgende maxisingle trok echter wel de aandacht. In 1982 kregen ze een contract bij Mike Howlett van Jive Records. Datzelfde jaar volgde een eerste langspeelplaat, simpelweg A Flock of Seagulls getiteld, die door Bill Nelson geproducet werd. Deze plaat was weliswaar aanvankelijk geen commercieel succes, maar sloeg in het alternatieve circuit voldoende aan om de band te lanceren.
Het thema van hun eerste lp was buitenaardse wezens: het album begon met het nummer I Ran, waarin de "verteller" op straat een aantrekkelijke vrouw ontmoet, maar plots lichten van ufo's ziet, en zo ver mogelijk wegrent. De volgende nummers van de plaat beschrijven de invasie van de aarde door de buitenaardse wezens, die uiteindelijk ook zegevieren.
I Ran werd hun grootste succes in de Verenigde Staten, en dat dankten zij aan MTV. Deze in het najaar vam 1981 gestarte muziek televisiezender was een nieuw kanaal, dat voortdurend naar nieuw materiaal op zoek was: A Flock of Seagulls maakte een legendarisch geworden videoclip voor dit nummer. De populariteit groeide evenwel maar langzaam: in de vroege jaren '80 werden de Verenigde Staten gedomineerd door rock, en het duurde een tijd voordat de rockzenders zich aan de duidelijk nieuwe stijl konden aanpassen (new wave was vooral een Brits fenomeen). Desondanks vestigde A Flock of Seagulls zijn reputatie in de VS, doordat vele radioluisteraars de plaat bleven aanvragen. De single bleef wekenlang staan op nummer 9 in de hitparades. Er werden 500.000 exemplaren van verkocht. In de Verenigde Staten werd de titel gewijzigd in I Ran (So far Away), vanwege de spanningen die het land in die tijd met Iran had. Voorts wonnen ze nog een Grammy Award voor D.N.A..
Latere hits van de band waren nog Space Age Love Song en The more you live, the more you love. De plaat waardoor ze echter het bekendst zijn gebleven is Wishing (If I had a photograph of you) van hun tweede album Listen: deze single drong in thuisland het Verenigd Koninkrijk de top 10 in van de UK Singles Chart. Het tweede album werd in 1984 in West-Duitsland opgenomen. De oorspronkelijke fans knapten volledig af op dit album: hier waren duidelijke elektro-invloeden binnengeslopen (onder andere van Kraftwerk), en dat beviel de Seagullfans van het eerste uur niet meer. Weliswaar sloeg deze nieuwe stijl aan bij de elektro-liefhebbers: Transfer Affection geldt als een klassieker in het clubcircuit, maar deze fanbasis was klein.
Als reactie hierop keerde de band met het derde album, The Story of a Young Heart, terug naar haar oorspronkelijk geluid. Dat was een mislukking, omdat het als artistieke stilstand werd beschouwd. Het succes van A Flock of Seagulls was onherroepelijk aan het tanen: ze wekten de indruk dat ze hun oude populariteit wilden herwinnen, terwijl op die paar jaar tijd de new wave plaats had geruimd voor de synthpop. Ze hoopten nieuwe successen te kunnen oogsten door naar de Verenigde Staten te verhuizen. Paul Reynolds verliet de band: hij was verslaafd geraakt aan drugs en volledig gesloopt door de stress. De overige leden vestigden zich in Philadelphia, Pennsylvania, maar Frank Maudsley kreeg al snel heimwee en keerde terug naar het Verenigd Koninkrijk.
In 1986 kwam een laatste album, Dream Come True, uit. Het was een volstrekte miskleun: ze moesten het zonder het gitaarspel van Paul Reynolds stellen, en daarenboven waren ze in conflict geraakt over de inhoud van de lp. A Flock of Seagulls verdween van het toneel.
In 1995 verzamelde Mike Score een nieuwe groep muzikanten rond zich, en bracht het album The Light at the End of the World uit, dat enig succes oogstte. De originele leden kwamen in 2004 nog eens samen voor een tournee door de Verenigde Staten. Sindsdien toert Mike met een nieuwe versie van A Flock Of Seagulls voornamelijk door de VS. Frank Maudsley en Paul Reynolds treden af en toe ook op onder dezelfde naam, maar dan voornamelijk in het Verenigd Koninkrijk en Ierland.
De stijl van A Flock of Seagulls ressorteert onder de neoromantiek: hun vroege werk was melodieus en stemmig. Wellicht was hun originele geluid ten dele een gevolg van het feit dat ze niet bijster goed konden spelen: waar de meeste bands pauzes opvullen, liet A Flock of Seagulls de leegte gewoon bestaan. Het geïnspireerde gitaarspel van Paul Reynolds was zeker een factor die bijdroeg tot de sound. Het tweede album Listen klonk ietwat mechanischer dan het eerste (met afgemetener synthesizerstructuren), en dit veroorzaakte uiteenlopende meningen, zowel bij de fans als de bandleden, omtrent welke stijl de voorkeur genoot.
Qua uiterlijk was A Flock of Seagulls eveneens notoir dankzij het bizarre, extravagante kapsel van Mike Score. Ook hierin werd hij nagevolgd: het hele imago van de band draagt dientengevolge een zeer sterk eighties-stempel.
In november 2003 kwamen de oorspronkelijke bandleden (Mike en Ali Score, Paul Reynolds en Frank Maudsley) weer bij elkaar voor een eenmalig optreden in het televisieprogramma Bands Reunited van het Amerikaanse kabeltelevisienetwerk VH1. In september 2004 kwam de band opnieuw bijeen voor een aantal liveshows in de Verenigde Staten, om onmiddellijk hierna weer uiteen te gaan. In 2005 bestond de band uit Mike Score, Joe Rodriguez (gitaar), Pando (bassist) en Michael Brahm (slagwerk). In 2008 trad A Flock of Seagulls op op de Filipijnen, en in 2010 in Las Vegas, Nevada, waar Mike Score het enige oorspronkelijke bandlid was.
Op 3 mei 2018 werd aangekondigd dat de oorspronkelijke vier leden van de band zouden herenigen om een nieuw album op te nemen met de titel Ascension. Het album werd opgenomen met het Prague Philharmonic Orchestra. Het album bevat 10 nummers samengesteld uit unieke uitvoeringen van hun vorige hits en een nieuw nummer. De videoclip voor Space Age Love Song ging op 6 juni in première op YouTube, en een ep met 5 nummers waarin 5 versies van het nummer digitaal werden uitgebracht. Het album werd op 6 juli digitaal en in fysieke winkels uitgebracht.

## Discografie

### Albums
| Album met eventuele hitnotering(en) in de Nederlandse Album Top 100 | Datum van verschijnen | Datum van binnenkomst | Hoogste positie | Aantal weken | Opmerkingen   |
| ------------------------------------------------------------------- | --------------------- | --------------------- | --------------- | ------------ | ------------- |
| A Flock of Seagulls                                                 | 1982                  | -                     | -               | -            |               |
| Listen                                                              | 1983                  | 28-05-1983            | 47              | 2            |               |
| The Story of a Young Heart                                          | 1984                  | 01-09-1984            | 17              | 5            |               |
| Dream Come True                                                     | 1985                  | -                     | -               | -            |               |
| The Best of A Flock of Seagulls                                     | 1987                  | -                     | -               | -            | Verzamelalbum |
| The Light at the End of the World                                   | 1995                  | -                     | -               | -            |               |
| Ascension                                                           | 2018                  | -                     | -               | -            |               |

### Singles
| Single met eventuele hitnotering(en) in de Nederlandse Top 40 | Datum van verschijnen | Datum van binnenkomst | Hoogste positie | Aantal weken | Opmerkingen                                                                              |
| ------------------------------------------------------------- | --------------------- | --------------------- | --------------- | ------------ | ---------------------------------------------------------------------------------------- |
| I Ran (So Far Away)                                           | 1982                  | -                     | Tip 4           | -            | Nr. 46 in de Nationale Hitparade / NOS Steunplaat Hilversum 3                            |
| Wishing (If I Had a Photograph of You)                        | 1982                  | -                     | Tip 8           | -            | Nr. 44 in de Nationale Hitparade / Nr. 35 in de TROS Top 50 / NOS Steunplaat Hilversum 3 |
| The More You Live, the More You Love                          | 1984                  | 18-08-1984            | 17              | 6            | Nr. 16 in de Nationale Hitparade / Nr. 16 in de TROS Top 50                              |